# توماس ديفيس (لاعب كرة قدم)
توماس ديفيس (بالإنجليزية: Thomas Davis)‏ (و. 1983  م) هو لاعب كرة قدم أمريكية، من الولايات المتحدة، ولد في شيلمان، يلعب كظهير ‏.

## روابط خارجية
- توماس ديفيس على موقع مرجع كرة القدم المحترفة.كوم (الإنجليزية)